# César Huerta
César Saúl Huerta Valera (* 3. Dezember 2000 in Guadalajara, Jalisco) ist ein mexikanischer Fußballspieler auf der Position eines Stürmers.

## Karriere

### Verein
Huerta begann seine Laufbahn im Nachwuchsbereich seines Heimatvereins Deportivo Guadalajara und wurde zu Beginn seiner Profikarriere an Atlético Zacatepec verliehen. Nach weiteren Leihen zu Monarcas Morelia und den Mazatlán FC im Jahr 2020 wurde er zu Chivas Guadalajara zurückgeholt. Dort nahm er im Dezember 2018 an der FIFA-Klub-Weltmeisterschaft in den Vereinigten Arabischen Emiraten teil, wurde aber während des Turniers nicht eingesetzt. Nach der Saison 2021/22 wechselte er weiter zum Ligarivalen UNAM Pumas. Dort spielte er die folgenden zweieinhalb Jahre, ehe er Anfang 2025 den Schritt nach Europa wagte und sich dem belgischen Erstligisten und Rekordmeister RSC Anderlecht anschloss.

### Nationalmannschaft
Mit der mexikanischen U-17-Auswahl gewann Huerta 2017 die CONCACAF-Meisterschaft und nahm an der Weltmeisterschaft in Indien teil. Am 10. September 2023 debütierte er dann auch für dessen A-Nationalmannschaft in einem Testspiel gegen Australien. Beim 2:2-Unentschieden im AT&T Stadium von Arlington wurde Huerta in der 60. Minute für Alexis Vega eingewechselt und erzielte kurz vor Ende des Spiels den letzten Treffer.

## Erfolge
- Sieger der CONCACAF U-17-Meisterschaft: 2017
- Sieger des CONCACAF Gold Cup: 2025